# Bhagur
Bhagur es una ciudad y  municipio situada en el distrito de Nashik en el estado de Maharashtra (India). Su población es de 12353 habitantes (2011). Se encuentra a 17 km de Nashik.

## Demografía
Según el censo de 2011 la población de Bhagur era de 12353 habitantes, de los cuales 6201 eran hombres y 6152 eran mujeres. Bhagur tiene una tasa media de alfabetización del 92,12%, superior a la media estatal del 82,34%: la alfabetización masculina es del 96,99%, y la alfabetización femenina del 87,31%.